# 廣州康威
廣州康威集團體育用品股份有限公司（Kangwei）是中國一家上市公司，創立於1986年，是中國製造的品牌, 早期代理Nike起家, 現為專業生產、銷售體育用品為主。創辦人及現任公司主席是黎偉權，是前運動員成名於籃球賽。旗下品牌康威牌，是中國體育用品品牌，贊助中國體育盛事，包括九運會。康威現有國內銷售網店1千多家。 

## 产品
- 運動服裝
- 運動鞋
- 運動配件

## 外部参考
- （页面存档备份，存于）
- [永久]